# Mansour Fahmy
Pour les articles homonymes, voir Fahmy.
Mansour Fahmy (1886-1959) est un penseur et sociologue égyptien du début du XXe siècle qui présenta en 1913 une thèse sur l'Islam et la condition de la femme, sous la houlette de Lucien Lévy-Bruhl, élève de Émile Durkheim,. 

## Biographie
La thèse, intitulée La condition de la femme dans la tradition et l'évolution de l'islamisme, brosse un portrait des contradictions des textes sacrés de l'islam sur le sujet. Il sépare aussi les opinions attribuées à Mahomet, certaines favorables aux femmes et d'autres ne l'étant pas.
Les femmes sont soustraites à la vue du monde extérieur : « Alors que la légende hébraïque du péché originel accusait Eve, tentée par Satan, d'avoir tenté à son tour son époux Adam, le Coran leur a attribué à tous deux égalité de faute. Mais, malgré cette attitude identique des deux sexes devant les tentations de Satan, le Dieu du Coran a frappé la femme d'infériorité. ».
Le prophète de l'islam, tout en voulant protéger les femmes des violences, « les a étouffées en rendant difficile l'échange entre elles et la société qui les entoure, et par là, il leur a ôté les moyens mêmes de profiter de cette protection ». Il étudie ainsi l'impact sur les sociétés préislamiques et islamiques qu'a pu avoir l'arrivée de nombreuses femmes esclaves, consécutives aux conquêtes qui suivirent la mort de Mahomet.
Dans sa vie privée, Mahomet est décrit comme agissant en contradiction avec les règles qu'il institue pour la communauté des croyants : « Mahomet légifère pour tous et fait exception pour lui-même ».
La thèse de Mansour Fahmy lui valut d'être interdit d'enseignement en Égypte jusqu'en 1919. Il décéda un peu plus tard, rejeté et méprisé.
La thèse a été republiée en 2002 par les éditions Allia sous le titre La condition de la femme dans l'islam. Elle avait été publiée en 1913 par la librairie Félix Alcan, sous son titre original.

## Ouvrage
- Mansour Fahmy, La Condition de la femme dans l’Islam, Éditions Allia, Paris, 2021 (ISBN 979-10-304-1384-7)